# ショーニー・カーター
ショーニー・カーター（Shonie Carter、1972年5月3日 - ）は、アメリカ合衆国の男性総合格闘家。イリノイ州シカゴ出身。アイアン・アカデミー所属。柔道黒帯。士道館空手黒帯。柔術黒帯。元WEC世界ウェルター級王者。
空手、レスリング、柔道など、様々な格闘技をバックボーンに持つ。総合格闘技だけでなくキックボクシングでも多くのキャリアを有している。

## 来歴
1997年2月15日、プロデビュー戦となったExtreme Challengeでラバーン・クラークと対戦し、KO負けを喫した。
2000年3月10日、UFC初参戦となったUFC 24でブラッド・ガムと対戦し、3-0の判定勝ち。
2000年、パンクラスのミドル級（-82kg）ランキングトーナメントに出場し、準優勝を果たした。
2003年3月18日、初参戦となった修斗で池本誠知と対戦し、3-0の判定勝ち。
2003年5月16日、KOTC世界ウェルター級王座決定戦でロナルド・ジューンと対戦し、0-3の判定負けを喫し王座獲得に失敗した。
2003年10月17日、WEC世界ウェルター級王座決定戦でJT・テイラーと対戦し、2-1の判定勝ちを収め王座獲得に成功した。
2004年5月21日、WEC世界ウェルター級王座防衛戦でカロ・パリジャンと対戦し、0-3の判定負けを喫し王座から陥落した。
2006年1月13日、WEC世界ウェルター級タイトルマッチでマイク・パイルと対戦し、三角絞めで一本負けを喫し王座獲得に失敗した。

### TUF
2006年、リアリティ番組「The Ultimate Fighter 4」に参加。チーム・モージョに所属。ウェルター級トーナメント1回戦でリッチ・クレメンティと対戦し、3-0の判定勝ち。準決勝でマット・セラと対戦し、0-3の判定負けを喫した。

## 戦績
| 総合格闘技 戦績 | 総合格闘技 戦績 | 総合格闘技 戦績 | 総合格闘技 戦績 | 総合格闘技 戦績 | 総合格闘技 戦績 | 総合格闘技 戦績 |
| --------------- | --------------- | --------------- | --------------- | --------------- | --------------- | --------------- |
| 86 試合         | (T)KO           | 一本            | 判定            | その他          | 引き分け        | 無効試合        |
| 50 勝           | 11              | 15              | 24              | 0               | 7               | 1               |
| 28 敗           | 6               | 4               | 18              | 0               | 7               | 1               |

| 勝敗 | 対戦相手                         | 試合結果                           | 大会名                                                              | 開催年月日     |
| ×    | ブランドン・ホールジー           | 5分3R終了 判定0-3                  | KOTC: Reckless Abandon                                              | 2012年2月2日   |
| ○    | ランドン・ショーウォルター       | 5分3R終了 判定3-0                  | Rumble on the Ridge 20                                              | 2011年10月15日 |
| ×    | ルーメン・ディミトロフ           | 2R 2:48 TKO（パンチ連打）          | MAXFIGHT: Warriors 19                                               | 2011年3月10日  |
| ×    | ジェレミー・クナフォ             | 5分3R終了 判定0-3                  | Israel Fighting Championship: Genesis                               | 2010年11月9日  |
| ×    | トーランス・テイラー             | 5分3R終了 判定0-3                  | Bellator 25                                                         | 2010年8月19日  |
| ×    | リック・ホーン                   | 2R 4:08 TKO（パンチ連打）          | Triumph Fighter 3: Havoc 【Triumph Fighterウェルター級王座決定戦】  | 2010年7月31日  |
| ×    | ディラン・アンドリュース         | 5分3R終了 判定0-3                  | Cage Fighting Championships 13                                      | 2010年4月16日  |
| ×    | ナビル・ハティーブ               | 5分3R終了 判定1-2                  | W-1 MMA 4: Bad Blood                                                | 2010年3月20日  |
| ○    | デリック・スミス                 | 1R 2:32 フロントチョーク           | Cage Fighting Xtreme                                                | 2010年2月13日  |
| ×    | アンソニー・マシアス             | 5分3R終了 判定0-3                  | Freestyle Cage Fighting 37                                          | 2009年11月7日  |
| ×    | カーロス・ニュートン             | 5分3R終了 判定0-3                  | W-1 MMA 3: High Voltage                                             | 2009年10月10日 |
| ○    | ダニー・アバディ                 | 1R 4:23 KO（パンチ連打）           | Respect in the Cage 1: Expo & Fight                                 | 2009年9月20日  |
| ×    | デリック・ノーブル               | 5分3R終了 判定0-3                  | Vendetta Fighting Championship: A Night of Vengeance                | 2009年9月5日   |
| ○    | ジョージ・ロックハート           | 5分3R終了 判定1-2                  | Throwdown Showdown 3: Big Time                                      | 2009年2月20日  |
| ○    | ライアン・シーパー               | 1R 2:08 チキンウィングアームロック | ISCF: Bad Intentions                                                | 2008年12月13日 |
| ○    | アラン・ホープ                   | 1R 2:32 腕ひしぎ十字固め           | CCF 3: Undisputed                                                   | 2008年11月28日 |
| ×    | マット・メジャー                 | 5分3R終了 判定0-3                  | CCFC: Rumble in the Park                                            | 2008年8月23日  |
| ○    | ドゥミ・ディーズ                 | 2R 4:21 TKO                        | Primetime Fighting Championships                                    | 2008年5月30日  |
| ○    | ジョン・クロンク                 | 5分3R終了 判定3-0                  | WFC: Armageddon                                                     | 2008年4月12日  |
| ×    | ブラッド・ザズラック             | 1R 2:09 TKO（負傷）                | Mixed Fighting Championship 14: High Rollers                        | 2007年11月23日 |
| ○    | クリス・パワーズ                 | 5分3R終了 判定3-0                  | ISCF: Fight 2 the Finish19                                          | 2007年11月9日  |
| ○    | ジョシュア・テイブル             | 2R 3:20 ギブアップ（打撃）         | Extreme Challenge 83                                                | 2007年9月1日   |
| ○    | クリス・フルールスティル         | 1R 4:05 TKO（パンチ連打）          | XFO 18                                                              | 2007年6月30日  |
| ×    | マーカス・デイヴィス             | 5分3R終了 判定0-3                  | UFC Fight Night: Sanchez vs. Riggs                                  | 2006年12月13日 |
| ○    | アレックス・カーター             | 1R 3:21 チョークスリーパー         | IFC: Rumble on the River                                            | 2006年3月11日  |
| ○    | ジェイソン・ブラック             | 1R 1:18 TKO（腕の負傷）            | KOTC: Redemption on the River                                       | 2006年2月17日  |
| ×    | マイク・パイル                   | 1R 2:06 三角絞め                   | WEC 18: Unfinished Business 【WEC世界ウェルター級タイトルマッチ】   | 2006年1月13日  |
| ×    | ジョナサン・グレ                 | 1R 3:05 ブルドッグチョーク         | TKO 23: Extreme                                                     | 2005年11月5日  |
| ○    | マルシン・ゾンテック             | 5分2R終了 判定3-0                  | KSW 4: Konfrontacja                                                 | 2005年9月10日  |
| ○    | ジョシュ・ヘインズ               | 5分3R終了 判定3-0                  | IFC: Rock N' Rumble                                                 | 2005年7月30日  |
| ○    | ジェイソン・マクドナルド         | 5分3R終了 判定                     | TKO 21: Collision                                                   | 2005年7月15日  |
| ×    | ネイサン・クォーリー             | 1R 2:37 TKO（パウンド）            | UFC 53: Heavy Hitters                                               | 2005年6月4日   |
| ×    | ジョルジ・オリヴェイラ           | 5分3R終了 判定0-3                  | WEC 13: Heavyweight Explosion                                       | 2005年1月22日  |
| －   | バディ・クリントン               | 2R終了時 無効試合                  | KOTC 45                                                             | 2004年11月20日 |
| ○    | ジョン・クロンク                 | 1R終了時 TKO（ドクターストップ）   | KOTC 44: Revenge                                                    | 2004年11月14日 |
| ○    | ジョディ・ポフ                   | 1R 3:48 チョークスリーパー         | WEC 12: Halloween Fury 3                                            | 2004年10月21日 |
| ×    | アズレッド・テルクシェーフ       | 5分2R終了 判定0-3                  | M-1 MFC: Middleweight GP 【ミドル級グランプリ 1回戦】               | 2004年10月9日  |
| ○    | ジェイソン・ビズウェル           | 1R 3:13 TKO（肘打ち）              | WEC 11: Evolution                                                   | 2004年8月20日  |
| ○    | ジェス・リアウディン             | 5分3R終了 判定3-0                  | Cage Wars 4                                                         | 2004年5月30日  |
| ×    | カロ・パリジャン                 | 5分3R終了 判定0-3                  | WEC 10: Bragging Rights 【WEC世界ウェルター級タイトルマッチ】       | 2004年5月21日  |
| ○    | ゲイブ・ガルシア                 | 1R 0:30 TKO（負傷）                | WEC 9: Cold Blooded                                                 | 2004年1月16日  |
| ×    | ジョン・フィッチ                 | 3R 0:41 ギブアップ（バスター）     | Shooto USA: Warrior Spirit Evolution                                | 2003年11月14日 |
| ○    | JT・テイラー                     | 5分3R終了 判定2-1                  | WEC 8: Halloween Fury 2 【WEC世界ウェルター級王座決定戦】           | 2003年10月17日 |
| ○    | ダックス・ブルース               | 1R 2:28 チョークスリーパー         | WEC 7: This Time It's Personal                                      | 2003年8月9日   |
| △    | 窪田幸生                         | 5分2R終了 判定0-1                  | 新・格闘技の祭典                                                    | 2003年7月13日  |
| ×    | ロナルド・ジューン               | 5分5R終了 判定0-3                  | KOTC 23: Sin City 【KOTC世界ウェルター級王座決定戦】                | 2003年5月16日  |
| ○    | ピーター・アンガラー             | 5分3R終了 判定                     | Shido: Fists of Fury 2                                              | 2003年4月12日  |
| ×    | ジェレミー・ジャクソン           | 5分3R終了 判定0-3                  | WEC 6: Return of a Legend                                           | 2003年3月27日  |
| ○    | 池本誠知                         | 5分3R終了 判定3-0                  | 修斗                                                                | 2003年3月18日  |
| ○    | フェルナンド・ヴァスコンセーロス | 2R終了時 TKO（タオル投入）         | KOTC 21: Invasion                                                   | 2003年2月21日  |
| ○    | マイク・ノミコス                 | 2R ネックロック                    | 士道館ワールド・オープン2002                                        | 2002年12月5日  |
| △    | ロナルド・ジューン               | 5分3R終了 判定1-1                  | SuperBrawl 27                                                       | 2002年11月9日  |
| ○    | ジェイ・バック                   | 5分3R終了 判定2-1                  | Ironheart Crown 5: Tribulation 【IHCウェルター級タイトルマッチ】    | 2002年10月26日 |
| ○    | ランディ・ヴェラルド             | 1R 4:53 チョークスリーパー         | KOTC 16: Double Cross                                               | 2002年8月2日   |
| ○    | コロ・コカ                       | 5分3R終了 判定3-0                  | SuperBrawl 25                                                       | 2002年7月13日  |
| ○    | アルミン・エスラミ               | 5分3R終了 判定                     | Shido: Fists of Fury 1                                              | 2002年4月13日  |
| ×    | パット・ミレティッチ             | 2R 2:42 KO（右ハイキック）         | UFC 32: Showdown in the Meadowlands                                 | 2001年6月29日  |
| ○    | マット・セラ                     | 3R 4:51 KO（右バックハンドブロー） | UFC 31: Locked & Loaded                                             | 2001年5月4日   |
| ○    | 星野勇二                         | 15分1R終了 判定2-0                 | PANCRASE 2000 TRANS TOUR                                            | 2000年12月4日  |
| ×    | スティーブ・バーガー             | 1R 2:41 チョークスリーパー         | Reality Submission Fighting 1                                       | 2000年10月6日  |
| ○    | ジョー・メリット                 | 18分1R終了 判定3-0                 | Reality Submission Fighting 1                                       | 2000年10月6日  |
| ×    | ネイサン・マーコート             | 10分+延長3分終了 判定0-3           | PANCRASE 2000 TRANS TOUR 【ミドル級ランキングトーナメント 決勝】    | 2000年9月24日  |
| ○    | クリス・ライトル                 | 10分+延長3分2R終了 判定3-0         | PANCRASE 2000 TRANS TOUR 【ミドル級ランキングトーナメント 準決勝】  | 2000年9月24日  |
| ○    | 河崎義範                         | 10分1R終了 判定3-0                 | PANCRASE 2000 TRANS TOUR 【ミドル級ランキングトーナメント 1回戦】   | 2000年7月23日  |
| ○    | エイドリアン・セラーノ           | 5分2R終了 判定3-0                  | UFC 26: Ultimate Field of Dreams                                    | 2000年6月9日   |
| △    | 國奥麒樹真                       | 10分+延長3分終了 判定0-0           | PANCRASE 2000 TRANS TOUR                                            | 2000年4月30日  |
| ○    | ブラッド・ガム                   | 5分2R終了 判定3-0                  | UFC 24: First Defense                                               | 2000年3月10日  |
| ○    | 窪田幸生                         | 10分1R終了 判定3-0                 | PANCRASE 2000 TRANS TOUR                                            | 2000年1月23日  |
| △    | 伊藤崇文                         | 15分1R終了 時間切れ                | PANCRASE 1999 BREAKTHROUGH TOUR                                     | 1999年11月28日 |
| ×    | スティーブ・バーガー             | 2分2R終了 判定1-2                  | Ironheart Crown 1 【ミドル級トーナメント 1回戦】                    | 1999年11月6日  |
| ×    | パット・ミレティッチ             | 20分1R終了 判定                    | Extreme Challenge 27                                                | 1999年8月21日  |
| △    | サイモン・ポスナー               | 5分3R終了 判定1-0                  | SuperBrawl 12                                                       | 1999年6月1日   |
| ○    | フィル・ジョーンズ               | 1R 2:59 ギブアップ（膝の負傷）     | Extreme Challenge 23                                                | 1999年4月2日   |
| ○    | キース・ウィスニエフスキー       | 1R 0:40 KO（バックハンドブロー）   | Indiana Martial Arts Challenge 3                                    | 1999年3月6日   |
| ○    | ロバート・マスコ                 | 5分3R終了 判定                     | Extreme Brawl 1                                                     | 1998年10月21日 |
| △    | デイブ・メネー                   | 20分1R終了 引き分け                | Extreme Challenge 20                                                | 1998年8月22日  |
| ○    | クリス・デイヴィス               | チョークスリーパー                 | Tropicana D'Cache Club Fights                                       | 1998年6月5日   |
| ○    | ジェシー・ジョーンズ             | 1R 2:59 ギブアップ                 | Extreme Challenge 16                                                | 1998年3月26日  |
| ○    | ジェームス・クリンガーマン       | 15分1R終了 判定                    | Indiana Martial Arts Challenge 1 【ウェルター級トーナメント 決勝】  | 1998年3月6日   |
| ○    | ショーン・ブロックモール         | 1R 6:04 サイドチョーク             | Indiana Martial Arts Challenge 1 【ウェルター級トーナメント 1回戦】 | 1998年3月6日   |
| ○    | トッド・テイラー                 | チョークスリーパー                 | Combat Fighting                                                     | 1998年2月14日  |
| ○    | デイブ・メネー                   | 15分1R終了 判定2-1                 | Extreme Challenge 5 【ライト級トーナメント 決勝】                   | 1997年4月18日  |
| ○    | アンディ・サンダース             | 1R 3:24 ギブアップ                 | Extreme Challenge 5 【ライト級トーナメント 1回戦】                  | 1997年4月18日  |
| △    | ダニエル・ヴィアナ               | 引き分け                           | Chicago Challenge 3                                                 | 1997年3月15日  |
| ○    | チャド・コックス                 | 1R 2:45 KO（パンチ連打）           | Extreme Challenge 4                                                 | 1997年2月22日  |
| ×    | ラバーン・クラーク               | 1R 0:09 KO（パンチ）               | Extreme Challenge 3                                                 | 1997年2月15日  |

## 獲得タイトル
- Extreme Challenge 5ライト級トーナメント 優勝（1997年）
- IMAC 1ウェルター級トーナメント 優勝（1998年）
- 第4代IHCウェルター級王座（2002年）
- 第2代WEC世界ウェルター級王座（2003年）